# Albertson (New York)
Albertson is een plaats (census-designated place) in de Amerikaanse staat New York, en valt bestuurlijk gezien onder Nassau County.

## Demografie
Bij de volkstelling in 2000 werd het aantal inwoners vastgesteld op 5200.

## Geografie
Volgens het United States Census Bureau beslaat de plaats een oppervlakte van
1,7 km², geheel bestaande uit land.

## Geboren
- Danny Masterson (1976), acteur, diskjockey, radiopresentator en restauranthouder

## Plaatsen in de nabije omgeving
De onderstaande figuur toont nabijgelegen plaatsen in een straal van 4 km rond Albertson.